# Escut d'Alins

Escut oficial d'Alins

L'escut oficial d'Alins té el següent blasonament:
Escut caironat: d'argent, una vall de sinople sobremuntada d'un os de sable passant armat, lampassat i vergat de gules. Per timbre una corona mural de vila.

## Història

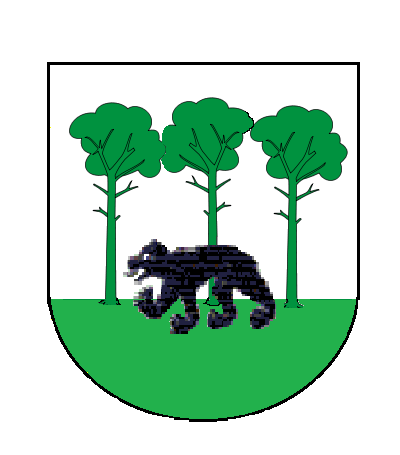
Escut antic d'Alins

Abans de la versió actual oficial, l'ajuntament feia servir una versió sense gules i amb arbres de fons que va ser fet servir de model per al blasonament actual. La versió actual va ser aprovada l'11 d'octubre de 1995 i publicada dins el DOGC el 3 de novembre del mateix any amb el número 2123. Alins és la principal localitat de la vall Ferrera, simbolitzada sota l'os, un senyal tradicional de l'escut de la vila; de fet, als boscos de les altes valls dels Pirineus era habitual trobar-hi ossos.